# Demba M‘Bengue
Pape Demba M‘Bengue (* 10. Februar 1975 in Dakar) ist ein ehemaliger senegalesisch-französischer Basketballspieler.

## Werdegang
Der 2,05 Meter große Innenspieler war von 1993 bis 1996 Mitglied der marokkanischen Mannschaft Régie Tabac. In der Saison 1996/97 stand er in Diensten des deutschen Zweitligisten MTV Wolfenbüttel. Auch im Spieljahr 1999/2000 war er in der 2. Basketball-Bundesliga beschäftigt, verstärkte ab dem vierten Spieltag den USC Heidelberg. In 28 Einsätzen in der Haupt- und Platzierungsrunde brachte es M‘Bengue für den USC auf durchschnittlich 19,3 Punkte je Begegnung. In der Platzierungsrunde erreichte er des Weiteren 9,6 Rebounds pro Partie.
M’Bengue setzte seine Laufbahn in Frankreich dort: 2000/01 spielte er für den Drittligisten Andrézieux, 2001/02 gewann er mit dessen Ligakonkurrenten Stade Clermontois den Meistertitel in der Spielklasse N1 und stieg in die zweithöchste Spielklasse auf. Mit der Mannschaft wurde er dort 2004 Zweitligameister, zu dem Erfolg trug er in 27 Saisonspielen im Schnitt 12,7 Punkte sowie 7 Rebounds bei. Nach dem Aufstieg trat M’Bengue in der Saison 2004/05 mit Stade Clermontois in Frankreichs höchster Spielklasse, der Ligue Nationale de Basket, an und brachte es bei 33 Einsätzen auf Mittelwerte von 10,9 Punkten und 7,3 Rebounds.
Im Spieljahr 2005/06 verstärkte er den spanischen Zweitligisten Plus Pujol Lleida. Er bereitete sich im Sommer 2006 mit der Nationalmannschaft des Senegal auf die Weltmeisterschaft vor, im August 2006 wurde er aus disziplinären Gründen aus dem Aufgebot gestrichen. Nachdem er in der Saison 2006/07 vereinslos gewesen war, spielte er 2007/08 zunächst wieder in Spanien, diesmal beim Drittligisten Palma Aqua Magica auf Mallorca, wechselte aber im Verlauf der Saison zum französischen Erstligisten Stade Clermontois zurück. Später spielte er in Frankreich noch für den Zweitligisten Étoile Charleville-Mézières Ardennes (Saison 2009/10) und für CS Autun Basket (2010/11).